# Reverzní potenciál
Reverzní potenciál (Nernstův potenciál) iontu je membránový potenciál, při kterém nedochází k přesunu konkrétního iontu z jedné strany membrány na druhou. V případě postsynaptických neuronů je reverzní potenciál takový membránový potenciál, při kterém daný neurotransmiter nezpůsobuje žádný proud iontů, přestože neurotransmiterový receptor je iontovým kanálem.
V případě systému s jedním iontem je reverzní potenciál synonymem pro rovnovážný potenciál a jejich numerické hodnoty jsou shodné. Dva termíny odkazují na různé aspekty rozdílu membránového potenciálu. Rovnováha se týká skutečnosti, že je čistý iontový tok při určitém napětí nulový. To znamená, že vnější a vnitřní hodnoty iontového pohybu jsou stejné, a tedy i iontový tok je v rovnováze. Reverzní odkazuje na skutečnost, že změna membránového potenciálu na obou stranách obrátí celkový směr iontového proudu.